# Simiste-Oina
Simiste-Oina este o arie protejată (arie specială de conservare — SAC, sit de importanță comunitară — SCI) din Estonia întinsă pe o suprafață de 100,1 ha, integral pe uscat.

## Localizare
Centrul sitului Simiste-Oina este situat la coordonatele 58°34′18″N 23°20′26″E / 58.5716°N 23.3406°E.

## Înființare
Situl Simiste-Oina a fost declarat sit de importanță comunitară în aprilie 2004 pentru a proteja 1 specie de plante. Situl a fost protejat și ca arie specială de conservare în iulie 2006.

## Biodiversitate
Situată în ecoregiunea boreală, aria protejată conține 1 habitat natural: Alvar nordic și șisturi calcaroase precambriene.
La baza desemnării sitului se află o specie protejată de  plante: papucul doamnei (Cypripedium calceolus).